# Mariano Zabaleta
Mariano Zabaleta, né le 28 février 1978 à Tandil, est un joueur de tennis argentin.

## Carrière
Passé professionnel en 1996, il a remporté trois tournois sur le circuit ATP. Il a atteint la 21e place mondiale le 3 avril 2000 ce qui reste sa meilleure performance, lui qui était considéré comme un grand espoir du tennis mondial au début des années 2000. Il est surtout réputé pour être un excellent joueur de terre battue.

## Palmarès

### Titres en simple messieurs
| No | Date       | Nom et lieu du tournoi             | Catégorie   | Dotation  | Surface      | Finaliste        | Score          |          |
| -- | ---------- | ---------------------------------- | ----------- | --------- | ------------ | ---------------- | -------------- | -------- |
| 1  | 02-11-1998 | Cerveza Club Colombia Open, Bogota | Int' Series | 315 000 $ | Terre (ext.) | Ramón Delgado    | 6-4, 6-4       |          |
| 2  | 07-07-2003 | Synsam Swedish Open, Båstad        | Int' Series | 355 000 $ | Terre (ext.) | Nicolás Lapentti | 6-3, 6-4       | Parcours |
| 3  | 05-07-2004 | Synsam Swedish Open, Båstad        | Int' Series | 355 000 $ | Terre (ext.) | Gastón Gaudio    | 6-1, 4-6, 7-64 | Parcours |

### Finales en simple messieurs
| No | Date       | Nom et lieu du tournoi                                  | Catégorie   | Dotation    | Surface      | Vainqueur         | Score                     |          |
| -- | ---------- | ------------------------------------------------------- | ----------- | ----------- | ------------ | ----------------- | ------------------------- | -------- |
| 1  | 03-05-1999 | German International Championships, Hambourg            | Super 9     | 2 200 000 $ | Terre (ext.) | Marcelo Ríos      | 65-7, 7-5, 5-7, 7-65, 6-2 | Parcours |
| 2  | 17-05-1999 | International Raiffeisen Grand Prix, Sankt Pölten       | Int' Series | 400 000 $   | Terre (ext.) | Marcelo Ríos      | 4-4, ab.                  |          |
| 3  | 02-08-1999 | Grolsch Open, Amsterdam                                 | Int' Series | 475 000 $   | Terre (ext.) | Younès El Aynaoui | 6-0, 6-3                  | Parcours |
| 4  | 24-02-2003 | Abierto Mexicano de Tenis Telefónica Movistar, Acapulco | Series Gold | 665 000 $   | Terre (ext.) | Agustín Calleri   | 7-5, 3-6, 6-3             | Parcours |
| 5  | 09-04-2007 | US Men's Clay Court Championship, Houston               | Int' Series | 391 000 $   | Terre (ext.) | Ivo Karlović      | 6-4, 6-1                  | Parcours |

## Parcours dans les tournois duGrand Chelem

### En simple
| Année | Open d'Australie | Open d'Australie | Internationaux de France | Internationaux de France | Wimbledon       | Wimbledon        | US Open         | US Open          |
| ----- | ---------------- | ---------------- | ------------------------ | ------------------------ | --------------- | ---------------- | --------------- | ---------------- |
| 1997  | —                | —                | 1er tour (1/64)          | J. Stark                 | —               | —                | —               | —                |
| 1998  | —                | —                | 3e tour (1/16)           | H. Arazi                 | —               | —                | —               | —                |
| 1999  | 2e tour (1/32)   | R. Krajicek      | 1er tour (1/64)          | M. Mirnyi                | —               | —                | 1er tour (1/64) | P. Wessels       |
| 2000  | 3e tour (1/16)   | A. Agassi        | 2e tour (1/32)           | I. Kafelnikov            | 1er tour (1/64) | D. Hrbatý        | —               | —                |
| 2001  | 2e tour (1/32)   | M. Youzhny       | 1er tour (1/64)          | À. Corretja              | 1er tour (1/64) | F. Santoro       | 1/4 de finale   | M. Safin         |
| 2002  | 1er tour (1/64)  | A. Roddick       | 1/8 de finale            | À. Corretja              | 1er tour (1/64) | J. Blake         | 1er tour (1/64) | T. Robredo       |
| 2003  | 1er tour (1/64)  | F. Mantilla      | 1/8 de finale            | G. Coria                 | 1er tour (1/64) | M. Philippoussis | 1er tour (1/64) | J. Blake         |
| 2004  | —                | —                | 2e tour (1/32)           | M. Ančić                 | —               | —                | 1er tour (1/64) | D. Toursounov    |
| 2005  | 2e tour (1/32)   | J. C. Ferrero    | —                        | —                        | —               | —                | 1er tour (1/64) | T. Johansson     |
| 2006  | 1er tour (1/64)  | J. Wang          | —                        | —                        | —               | —                | 1er tour (1/64) | T. Alves         |
| 2007  | —                | —                | 2e tour (1/32)           | O. Patience              | 1er tour (1/64) | N. Devilder      | 1er tour (1/64) | P. Kohlschreiber |
| 2008  | 1er tour (1/64)  | P. Luczak        | —                        | —                        | —               | —                | —               | —                |

N.B. : à droite du résultat se trouve le nom de l'ultime adversaire.

### En double
| Année | Open d'Australie          | Open d'Australie       | Internationaux de France  | Internationaux de France | Wimbledon                  | Wimbledon      | US Open                     | US Open                |
| ----- | ------------------------- | ---------------------- | ------------------------- | ------------------------ | -------------------------- | -------------- | --------------------------- | ---------------------- |
| 2003  | 1er tour (1/32) G. Coria  | X. Malisse S. Sargsian | 1er tour (1/32) E. Artoni | M. Knowles D. Nestor     | 2e tour (1/16) J. I. Chela | M. Damm C. Suk | —                           | —                      |
| 2004  | —                         | —                      | —                         | —                        | —                          | —              | 1er tour (1/32) J. Mónaco   | D. Hrbatý J. Levinský  |
| 2005  | 1er tour (1/32) J. Mónaco | W. Black K. Ullyett    | —                         | —                        | —                          | —              | 1er tour (1/32) J. I. Chela | T. Johansson R. Koenig |
| 2006  | 1er tour (1/32) C. Moyà   | A. Fisher J. Gimelstob | —                         | —                        | —                          | —              | —                           | —                      |
| 2007  | —                         | —                      | 1er tour (1/32) J. Mónaco | C. Berlocq P. Cuevas     | —                          | —              | —                           | —                      |

N.B. : le nom du ou de la partenaire se trouve sous le résultat ; le nom des ultimes adversaires se trouve à droite.

## Parcours dans lesMasters 1000
| Année | Indian Wells             | Miami              | Monte-Carlo             | Rome                  | Hambourg                 | Canada             | Cincinnati               | Stuttgart puis Madrid     | Paris                  |
| ----- | ------------------------ | ------------------ | ----------------------- | --------------------- | ------------------------ | ------------------ | ------------------------ | ------------------------- | ---------------------- |
| 1996  | —                        | —                  | —                       | 1er tour M. Rosset    | —                        | —                  | —                        | —                         | —                      |
| 1997  | 1er tour M. Rosset       | 1er tour A. Voinea | —                       | —                     | —                        | —                  | —                        | —                         | —                      |
| 1998  | —                        | —                  | —                       | —                     | —                        | —                  | —                        | —                         | —                      |
| 1999  | 1er tour C. Pioline      | 1er tour D. Vacek  | 1er tour A. Costa       | 1er tour F. Mantilla  | Finale M. Ríos           | —                  | —                        | 1/4 de finale R. Krajicek | 1er tour M. Safin      |
| 2000  | 1/8 de finale T. Enqvist | 3e tour T. Henman  | 2e tour A. Clément      | 2e tour Y. El Aynaoui | 1/4 de finale A. Pavel   | 1er tour N. Escudé | 1er tour P. Sampras      | —                         | —                      |
| 2001  | —                        | 1er tour J. Vaněk  | —                       | —                     | —                        | —                  | —                        | —                         | —                      |
| 2002  | 1er tour R. Schüttler    | 1er tour F. Clavet | 1er tour R. Federer     | —                     | 1/8 de finale M. Mirnyi  | 2e tour J. Novák   | 1er tour W. Ferreira     | 1er tour M. Norman        | 1er tour J. Nieminen   |
| 2003  | 2e tour R. Schüttler     | 1er tour T. Martin | 1er tour I. Ljubičić    | 2e tour R. Federer    | 1/8 de finale A. Calleri | 2e tour K. Beck    | 1/4 de finale A. Roddick | 1er tour F. López         | 1er tour A. Costa      |
| 2004  | 1er tour R. Sluiter      | 2e tour A. Agassi  | 1er tour N. Davydenko   | 1/2 finale C. Moyà    | 2e tour T. Robredo       | 1er tour T. Henman | 2e tour W. Arthurs       | —                         | 1er tour P. Srichaphan |
| 2005  | 1er tour O. Rochus       | 3e tour R. Federer | 1/8 de finale D. Ferrer | —                     | —                        | —                  | —                        | —                         | —                      |

N.B. : sous le résultat se trouve le nom de l’ultime adversaire.